# 논짓물
제주특별자치도 서귀포시에 존재하는 천연 해수욕장이다.
용천수가 바다로 흘러나가면서 바닷물과 민물이 만나 만들어졌다.

## 이름의 유래
논짓물이라는 명칭은 한라산에서 흘러내려온 용천수가 해안과 가까운 곳에서 솟아난 탓에 농업용수나 식수로 사용할 수 없어서 제주방언으로 그냥 버리는 물이라는 뜻의 논짓물이라고 이름을 붙였다 전해진다.

## 위치
제주특별자치도 서귀포시 예래해안로 253. 제주도 서귀포시에 포함되어있는 예래동에 존재한다. 주변에는 안덕면, 중문동, 창천동 등이 존재한다.

## 특징

### 수온
육지 쪽은 차가운 민물이 나오고 바닷물은 민물에 비해 따뜻한 탓에 가운데에 돌로 되어 있는 벽이 두 공간의 수온 차이를 만들게 된다. 이는 생각보다 큰 차이로 느껴지며 바다 쪽 공간의 수온은 따뜻하다 느낄 정도이다.

### 파도
위 기재한 내용처럼 가운데 돌로 있는 벽이 있는데 그 벽은 육지 근처로 다가오는 파도의 방파제 역할을 하게 된다. 이에 축제 때에는 벽 위에 서거나 앉아 파도를 맞는 것을 즐기는 아이들이 종종 있다.

### 깊이
생각보다 깊은 곳이 존재하며 특히 벽 바로 옆을 제외한 육지 쪽 공간의 벽 근처는 상당히 깊은 모습을 보여준다. 그러나 바다 쪽 공간에는 상대적으로 깊이가 깊지 않다.

### 주의사항
가끔 해파리가 출몰하며 해파리가 출몰할 경우 안전요원에 의해 빠르게 제거되는 편이다. 또 가끔 날카로운 돌들이 존재하므로 슬리퍼나 샌들을 신는 것을 권장한다. 위에 기재한 것처럼 가끔 파도를 맞기 위해 벽에 올라가는 아이들이 종종 있는데 파도가 아이들을 쓸어가는 경우 등의 사고가 가끔 일어나 하지 않는 것을 권장한다.

## 올레길로서의 논짓물
논짓물은 올레길 8코스 ‘월평-대평 올레’의 일부이다. 아름다운 해안의 모습을 보여준다.

### 예래생태체험축제

#### 개요
매년 7월 말 예래동에서 열리는 축제로 논짓물 일대에서 개최된다. 축제 기간동안에는 페이스페인팅, 풍선아트 등 다양한 부스들과 제주도 향토음식을 맛볼 수 있는 향토음식점 등을 즐길 수 있다.

#### 축제기간 외의 모습
축제기간이 아닐 때의 논짓물은 축제 때와는 다르게 많이 한산한 모습들을 보여주며 관리가 안되는 경우가 많아 쓰레기가 떠다니는 모습들도 보여지곤 한다. 축제기간이 될 경우 자체적으로 청소 및 점검을 진행하여 확연히 깨끗해진 모습들을 살펴볼 수 있다.